# A Decade of Delain: Live at Paradiso
A Decade of Delain: Live at Paradiso è un doppio album dal vivo della symphonic metal band olandese Delain, pubblicato il 27 ottobre 2017 nei formati CD, DVD e blu-ray.
È l'ultima pubblicazione della band col batterista Ruben Israël, che lasciò la band il 1º novembre di quell'anno.

## Il disco
L'album è stato concepito per celebrare il 10º anniversario della pubblicazione dell'album di debutto, Lucidity. Il concerto si tenne il 10 dicembre 2016 al prestigioso Paradiso di Amsterdam. La band si esibì insieme a numerosi ospiti con cui ha collaborato nel corso della sua carriera (Alissa White-Gluz, Burton C. Bell, Liv Kristine, Elianne Anemaat) e numerosi ex-componenti della band stessa (Marco Hietala, George Oosthoek, Guus Eikens, Rob van der Loo, Sander Zoer).

## Tracce

### Disco 1
Testi di Charlotte Wessels, musiche di Wessels, Guus Eikens e Martijn Westerholt, tranne dove indicato.
1. Intro (The Monarch) (strumentale) – 1:53
2. Hands of Gold (feat. Alissa White-Gluz) – 5:14
3. Suckerpunch – 4:57 (musica: Wessels, Eikens, Hendrik Jan de Jong, Westerholt)
4. The Glory and the Scum – 4:22
5. Get the Devil Out of Me – 3:48 (musica: Eikens, Westerholt)
6. Army of Dolls – 5:21 (musica: Eikens, Wessels, Westerholt)
7. The Hurricane – 4:02
8. April Rain – 5:39 (musica: Westerholt)
9. Where Is the Blood (feat. Burton C. Bell) – 3:41 (testo: Wessels, TriPod – musica: Eikens, Westerholt)
10. Here Come the Vultures – 7:28 (musica: Eikens, Wessels, Westerholt)
11. Fire with Fire – 4:27
12. The Tragedy of the Commons (feat. Alissa White-Gluz) – 4:19 (musica: Eikens, Wessels, Westerholt)
13. Danse Macabre – 4:28

### Disco 2
Testi di Charlotte Wessels, tranne dove indicato.
1. Sleepwalkers Dream (feat. Rob van der Loo, Guus Eikens & Sander Zoer) – 5:33 (musica: Westerholt)
2. Your Body Is a Battleground (feat. Marco Hietala) – 4:11 (musica: Eikens, Wessels, Westerholt)
3. Stay Forever – 4:39 (testo: Wessels, Ronald Landa – musica: Westerholt, Landa)
4. See Me in Shadow (feat. Liv Kristine & Elianne Anemaat) – 5:13 (musica: Westerholt)
5. The Gathering – 4:21 (Eikens)
6. Pristine (feat. George Oosthoek) – 5:25 (testo: Rein Doze – musica: Westerholt)
7. Mother Machine – 4:49 (testo: Wessels, TriPod – musica: Eikens, Westerholt)
8. Sing to Me (feat. Marco Hietala) – 4:54 (musica: Eikens, Wessels, Westerholt)
9. Don't Let Go – 4:53 (musica: Eikens, Wessels, Westerholt)
10. We Are the Others – 7:16 (testo: Wessels, TriPod – musica: Wessels, Westerholt, TriPod)

## Formazione

### Delain
- Charlotte Wessels – voce
- Martijn Westerholt – pianoforte, tastiere
- Timo Somers – chitarra solista, cori
- Merel Bechtold – chitarra ritmica
- Otto Schimmelpenninck van der Oije – basso, cori, voce death
- Ruben Israël – batteria, programmazione

### Ospiti
- Alissa White-Gluz – voce death e cori (disco 1: tracce 2, 12)
- Burton C. Bell – seconda voce (disco 1: traccia 9)
- Marco Hietala – seconda voce (disco 2: tracce 2, 8)
- George Oosthoek – voce death (disco 2: traccia 6)
- Liv Kristine – seconda voce (disco 2: traccia 4)
- Guus Eikens – chitarra (disco 2: traccia 1)
- Rob van der Loo – basso (disco 2: traccia 1)
- Sander Zoer – batteria (disco 2: traccia 1)
- Elianne Anemaat – violoncello (disco 2: traccia 4)